# Double Team
Pour plus de détails, voir Fiche technique et Distribution.
Double Team ou Duo Explosif au Québec, est un film américain réalisé par Tsui Hark, sorti en 1997. Il met en vedette les acteurs Mickey Rourke, Jean-Claude Van Damme et Dennis Rodman.

## Synopsis
Jack Quinn, un ancien agent anti-terroriste, coule des jours heureux avec sa femme. Mais la réapparition de Stavros, son ennemi juré, va le faire sortir de sa retraite.

## Fiche technique
- Titre : Double Team
- Titre québécois : Duo Explosif
- Réalisation : Tsui Hark
- Scénario : Don Jakoby et Paul Mones
- Production : Moshe Diamant, Rick Nathanson, Nansun Shi, Don Jakoby et David Rodgers
- Sociétés de production : Columbia Pictures et Mandalay Entertainment
- Budget : 30 000 000 $
- Box Office : 11 438 337 $[1]
- Musique : Gary Chang
- Photographie : Peter Pau
- Montage : Jean-Daniel Fernandez-Qundez et Bill Pankow
- Décors : Marek Dobrowolski
- Costumes : Magali Guidasci
- Pays de production :  États-Unis
- Format : Couleurs - 2,35:1 - Dolby Digital / SDDS - 35 mm
- Genre : Action
- Durée : 90 minutes
- Dates de sortie :
  - États-Unis : 4 avril 1997
  - France : 16 juillet 1997
  - Belgique : 5 novembre 1997
  - Suisse : 5 décembre 1997

## Distribution
- Jean-Claude Van Damme (VF : Patrice Baudrier ; VQ : Daniel Picard) : Jack Quinn
- Dennis Rodman (VF : Bruno Dubernat ; VQ : James Hyndman) : Yaz
- Mickey Rourke (VF : Jacques Frantz ; VQ : Éric Gaudry) : Stavros
- Natacha Lindinger (VF : elle-même ; VQ : Marie-Andrée Corneille) : Kathryn Quinn
- Paul Freeman (VQ : Jean-Marie Moncelet) : Goldsmythe
- Valeria Cavalli (VQ : Anne Bédard) : Dr Maria Trifioli
- Jay Benedict : Brandon
- Joëlle Devaux-Vullion : la compagne de Stavros
- Bruno Bilotta (it) : Kofi
- Mario Opinato : James
- Grant Russell : Carney
- William Dunn : Roger
- Asher Tzarfati (VF : Saïd Amadis) : Moishe
- Rob Diem : Dieter Staal
- Ken Samuels : Stevenson

Sources et légendes : Version française (VF) sur VoxoFilm Version québécoise (VQ) sur Doublage Québec.

## Autour du film
- Le film a été tourné à Nice (dans l'hôtel Palais Maeterlink)  Anvers, Cannes, Fréjus, Arles et Rome.
- L'île est un clin d’œil  à une série des années 1960, Le Prisonnier.
- Mickey Rourke s'est réellement entraîné pour rendre crédibles ses combats contre Jean-Claude Van Damme[4].
- Une suite était programmée. Elle n'a jamais été concrétisée[4].
- L'acteur Sammo Hung fut un des chorégraphes des combats de ce film[4].

## Bande originale
1. Rush Hour, interprété par Joey Schwartz, Eric Swerdloff et Clark Anderson
2. Margherita, interprété par Leareo Gianferrari
3. Double Delight, interprété par Joey Schwartz et Eric Swerdloff
4. Just A Freak, interprété par Crystal Waters et Dennis Rodman

## Distinctions
- Prix de la pire révélation de l'année pour Dennis Rodman, pire couple à l'écran pour Dennis Rodman et Jean-Claude Van Damme, et pire second rôle masculin pour Dennis Rodman, lors des Razzie Awards 1998.